# Carta de los Derechos Fundamentales de la Unión Europea
La Carta de los Derechos Fundamentales de la Unión Europea es un documento en el que se recogen todos los derechos civiles, políticos, jurídicos, sociales y económicos de los habitantes y ciudadanos de la Unión Europea. Fue proclamada por el Parlamento Europeo, el Consejo y la Comisión el 7 de diciembre de 2000 en Niza. Es uno de los cuatro Tratados constitutivos de la Unión Europea.
Los derechos consagrados en este texto son la dignidad, la libertad, la igualdad, la solidaridad, la ciudadanía y la justicia, los cuales ya se recogen en el Convenio Europeo para la Protección de los Derechos Humanos, en la Carta Social Europea del Consejo de Europa, en la Carta Comunitaria de los Derechos Sociales Fundamentales de los Trabajadores, y a su vez en las propias constituciones de los Estados miembros de la Unión, así como en otros convenios internacionales que han firmado los Estados de la Unión Europea. 
Una versión revisada de la Carta fue proclamada el 12 de diciembre de 2007 en Estrasburgo, antes de la firma del Tratado de Lisboa; una vez ratificado este, hace la Carta legalmente vinculante para todos los países con excepciones para Polonia y el Reino Unido. La versión actualizada de la Carta fue firmada por el presidente del Parlamento Europeo Hans-Gert Poettering, el presidente de la Comisión Europea José Manuel Barroso y el primer ministro portugués José Sócrates, presidente del Consejo Europeo por aquel entonces.
La carta no forma parte del Tratado de Lisboa (estaba previsto que formara parte de la Constitución Europea, pero al no aprobarse esta, se modificó la previsión), pero por la remisión en el artículo 6 del Tratado de la Unión Europea tras la reforma de Lisboa se hace vinculante para todos los Estados. 
Al ser parte de los Tratados constitutivos la Carta y los derechos que emanan de ella, tienen supremacía legal sobre el derecho nacional, incluyendo las constituciones de los Estados miembros, por lo que aunque un derecho no esté reconocido en la legislación de un Estado, éste al ser firmante de la Carta, deberá reconocerlo.[cita requerida]
Además de la Carta propiamente dicha, la Convención que la elaboró redactó también unas «explicaciones» que detallan el origen de cada precepto, y sirven como guía para la interpretación de la misma.
Por primera vez, se han reunido en un único documento todos los derechos que hasta ahora se repartían en distintos instrumentos legislativos como las legislaciones nacionales y los convenios internacionales del Consejo de Europa, de las Naciones Unidas y de la Organización Internacional del Trabajo. Al dar visibilidad y claridad a los derechos fundamentales, la Carta contribuye a desarrollar el concepto de ciudadanía de la Unión, así como a crear un espacio de libertad, seguridad y justicia. La Carta refuerza la seguridad jurídica por lo que se refiere a la protección de los derechos fundamentales, protección que desde 1969 se garantizaba mediante la jurisprudencia del Tribunal de Justicia de la Unión Europea y con la actual redacción del Artículo 6 del Tratado de la Unión Europea.
Para el seguimiento y garantía de la aplicación de la Carta en toda la Unión, la Comisión Europea tiene la Agencia de los Derechos Fundamentales. Que entre otros aspectos se encarga de analizar la situación de los derechos fundamentales en cada Estado miembro y remitir los informes a las autoridades políticas y judiciales europeas pertinentes, la Comisión y el Tribunal de Justicia.

## Estructura de la Carta
La Carta de los Derechos Fundamentales de la Unión Europea, se estructura en dos partes: un Preámbulo introductorio, y siete Títulos que recogen los cincuenta y cuatro artículos que integran la Carta. El último de esos títulos define el ámbito de aplicación de la Carta y los principios que rigen su interpretación, mientras que cada uno de los otros títulos trata sobre un derecho. Cada título se divide, a su vez, en artículos que desarrollan cada uno de esos derechos. Así, por ejemplo, el Título I trata de la dignidad de la persona y los diversos artículos que la desarrollan, pronunciándose sobre la dignidad humana, el derecho a la vida, el derecho a la integridad de la persona, etc.
Desde el punto de vista del contenido, la Carta se divide en seis títulos, dedicando cada uno de ellos a un derecho civil, político, económico o social de los cuales son titulares todos y cada uno de los ciudadanos europeos. La mayoría de los derechos también corresponden a todas las personas que viven en el territorio de la Unión; sin embargo, el ejercicio de algunos están reservados a los ciudadanos europeos, como el voto al Parlamento Europeo.
Dichos derechos fundamentales son la dignidad, libertad, igualdad, solidaridad, ciudadanía y justicia.

## Contenido del preámbulo y los títulos
El Preámbulo consta de un pequeño texto donde se exponen los motivos que llevaron  al Parlamento Europeo, al Consejo y a la Comisión Europea a firmar dicha Carta. Se identifica a Europa como una unión que se basa en un conjunto de valores comunes, indivisibles y universales, los cuales deben ser protegidos. El preámbulo concluye reconociendo a la Unión los derechos, libertades y principios enumerados en la carta.
Título IDignidad
El Título I versa sobre la dignidad y se compone de los cinco primeros artículos. Dignidad humana, derecho a la vida, derecho a la integridad de la persona, prohibición de la tortura y de las penas o los tratos violentos o degradantes y pena de muerte; así como la prohibición de la esclavitud, eugenesia, clonación humana y del trabajo forzado conforman cada uno de esos artículos.
Título IILibertades
El Título II se refiere a la libertad. Es el capítulo más extenso ya que se compone de trece artículos. Las libertades que se reconocen como valores de todos los ciudadanos de los Estados miembros de la Unión Europea  son, por orden de artículos, el derecho a la libertad y a la seguridad, respeto de la vida familiar y privada, a la protección de datos de carácter personal, derecho a contraer matrimonio y a fundar una familia, libertad de pensamiento, de conciencia y de religión, libertad de expresión y de información, libertad de reunión y de asociación, libertad de las artes y de las ciencias (incluyendo la libertad de cátedra), derecho a la educación, libertad profesional y derecho a trabajar, libertad de empresa, derecho a la propiedad, derecho de asilo y por último, protección en caso de devolución, expulsión y extradición. Es destacable que el artículo sobre el matrimonio recoge ese derecho sin hacer referencia al sexo de los contrayentes. Según las Explicaciones, esa redacción «ni prohíbe ni impone el que se conceda estatuto matrimonial a la unión de personas del mismo sexo», algo que deberá decidir cada Estado miembro.
Título IIIIgualdad
El Título III nos acerca al derecho de la Igualdad (igualdad ante la ley, no discriminación también sobre discapacidad y orientación sexual, diversidad cultural, religiosa y lingüística, igualdad entre hombres y mujeres, derechos del menor, derechos de las personas mayores e integración de las personas discapacitadas). Particularmente importante, debido a la naturaleza de la Unión Europea, es la prohibición de discriminación por razón de la nacionalidad (artículo 21.2), así como el respeto a la diversidad cultural, religiosa y lingüística. Es un título constituido por 6 artículos.
Título IVSolidaridad
El Título IV inculca la Solidaridad (Sociología) con artículos tales como el derecho a la información y a la consulta de los trabajadores en la empresa, derecho a la negociación colectiva, derecho de acceso a los servicios de colocación, protección en caso de despido laboral, condiciones de trabajo justas y equitativas, prohibición del trabajo infantil y protección de los jóvenes en el trabajo, vida familiar y vida profesional, seguridad social y ayuda social, protección de la salud, acceso a los servicios de interés económico general, protección del medio ambiente y protección de los consumidores. Está compuesto por 11 artículos.
Título VCiudadanía
El Título V con Ciudadanía nos muestra el derecho a ser elector y elegible en las elecciones al Parlamento Europeo, derecho a ser elector y elegible en las elecciones municipales, derecho a una buena administración, derecho de acceso a los documentos, Defensor del Pueblo, derecho de petición,  libertad de circulación y de residencia y finalmente, protección diplomática y consular. Por su propia naturaleza, algunos de esos derechos políticos solo se aplican a los ciudadanos de la Unión, nacionales de alguno de los Estados miembros, y no a todos los residentes en el territorio de la Unión Europea. Los artículos que integran este título van desde el artículo 39 al 46.
Título VIJusticia
El Título VI recoge 3 artículos que tratan sobre Justicia, integrando así, el título más pequeño de todos los que componen esta carta. (Derecho a la tutela judicial efectiva y a un juez imparcial, presunción de inocencia y derechos de la defensa, principios de legalidad y de proporcionalidad de los delitos y las penas, non bis in idem)
Título VIIDisposiciones de interpretación y aplicación
La carta de los derechos fundamentales de la UE concluye con el Título VII donde se enumeran y se redactan una serie de disposiciones generales, en concreto, cuatro.
La primera de ellas nos habla sobre el ámbito de aplicación de la carta. Las siguientes disposiciones muestran el alcance de los derechos garantizados, el nivel de protección y la prohibición del abuso de derecho.
En general, los derechos mencionados le son reconocidos a toda persona. No obstante, la Carta hace también referencia a categorías de temas con unas necesidades particulares (menores, personas mayores, personas con discapacidad).
Además, el Título V considera la situación específica del ciudadano europeo haciendo referencia a algunos derechos ya mencionados en los Tratados (libertad de circulación y estancia, derecho de voto, derecho de petición), introduciendo al mismo tiempo también el derecho a una buena administración.
Al considerar la evolución de la sociedad, además de los derechos clásicos (derecho a la vida, a la libertad de expresión, derecho a un recurso efectivo, etc.), la Carta menciona derechos que no se recogen en el Convenio Europeo de Derechos Humanos de 1950 (protección de datos, bioética, etc.).

## Ámbito de aplicación
Una de las cuestiones más importantes y sobre la que existe más confusión es cuándo se aplica la Carta y cuándo sus derechos no son de aplicación. En 2010, casi el 70% de las cartas que los ciudadanos enviaron a la Comisión sobre la Carta se referían a cuestiones en las que esta no era de aplicación.
Aunque en ella se recogen diversos derechos, la Carta solo se aplica en dos circunstancias: en primer lugar, cuando la acción que supuestamente vulnera el derecho proviene de las instituciones comunitarias. Y también cuando la acción proviene de los Estados miembros, pero únicamente cuando estos aplican el Derecho europeo.
Así, todas las instituciones europeas, desde la Comisión hasta el Consejo Europeo, pasando por el Parlamento Europeo, el Consejo, el Banco Central Europeo, etc. deben respetarla y velar por su cumplimiento.
Del mismo modo, los Estados miembros están vinculados directamente por la Carta, pero únicamente cuando ejecutan normas jurídicas de la Unión Europea. Así, por ejemplo, un Estado podría violar un derecho contenido en la Carta al transponer una Directiva o al aplicar un Reglamento.
Sin embargo, la Carta no es de aplicación respecto de actuaciones puramente estatales. Es decir, aquellos actos que los Estados, las regiones, etc. adoptan en el ejercicio de sus propias competencias no se someten al escrutinio de la Carta. Esto no significa, evidentemente, que esas entidades tengan vía libre para violar derechos fundamentales; pero los que deben respetar son los que se contienen en sus Constituciones nacionales y en los tratados internacionales de los que sean parte (como el Convenio Europeo de Derechos Humanos).

## Protección de los derechos de la Carta
Otra cuestión que produce confusión entre los ciudadanos es a qué órganos se puede recurrir si un entiende que las instituciones europeas o los Estados miembros —en las circunstancias antes descritas— han violado alguno de sus derechos contenidos en la Carta.
La primera y obvia respuesta a esta cuestión son los tribunales nacionales. En virtud de los principios de primacía y aplicabilidad directa, los jueces de los Estados miembros son jueces ordinarios de Derecho común: están obligados a aplicar directamente las normas europeas. Como la Carta tiene ahora valor vinculante, cualquier ciudadano puede denunciar una acción que a su juicio la vulnere. Esta es la vía más adecuada, por ejemplo, en casos en los que el Estado ha traspuesto correctamente la normativa europea, pero la legislación es aplicada incorrectamente por las autoridades nacionales.
La segunda institución a la que podemos dirigirnos es la Comisión Europea. Como «guardiana de los Tratados», la Comisión tiene encomendada la vigilancia del Derecho de la Unión Europea, dentro del que se encuentra la Carta. Por tanto, podemos remitir una queja a la Comisión que, en determinados casos, puede referir el asunto, además, al Tribunal de Justicia, o instar ella misma un procedimiento por infracción. Este recurso es de particular interés en aquellos casos en los que el Estado miembro no haya traspuesto la normativa europea, o lo haya hecho indebidamente.
En los casos en las que la violación consista en un acto de mala administración por parte de las instituciones europeas, la queja pueda dirigirse al Defensor del Pueblo Europeo, que es quien debe velar por el cumplimiento de ese derecho en particular.
Finalmente, en determinadas circunstancias los ciudadanos y las empresas pueden dirigirse al Tribunal de Justicia de la Unión Europea para que anule un acto de las instituciones comunitarias que viole algún derecho de la Carta y que les afecte directa e individualmente.

## Excepciones para Reino Unido y Polonia

Estados con al menos una exención.
Otros Estados miembros de la UE.

En el momento de ratificar el Tratado de Lisboa, Reino Unido y Polonia introdujeron un Protocolo (el número 30) por la que se pretendía limitar la eficacia creadora de derechos de la Carta. El Protocolo consta de dos artículos. El primero de ellos afirma que la Carta no amplía las competencias del Tribunal de Justicia de la Unión Europea ni de los tribunales nacionales para apreciar que las acciones estatales de ambos países sean incompatibles con los derechos reconocidos en la Carta. En el artículo 2, «a fin de no dejar lugar a dudas», se reafirma esta excepción en particular para los derechos contenidos en el Título IV (Solidaridad).
Los motivos de estos dos Estados miembros para interponer estas excepciones son diversos. A Reino Unido le preocupa la posible ampliación de derechos sociales y económicos que podría acarrear la aplicación de la Carta. Polonia, por su parte intenta limitar posibles efectos de esta en su Derecho de Familia (sobre todo, para evitar el matrimonio homosexual). 
También la República Checa anunció que se sumaría a este protocolo, y así lo exigió su presidente Václav Klaus como requisito para ratificar el Tratado de Lisboa. En este caso, Chequia temía la anulación de los Decretos de Beneš del Presidente de la República de los años 1945-1946, expulsando a familias alemanas del territorio y confiscando sus tierras. No obstante, en 2014, un nuevo gobierno de centroizquierda anunció que el país ya no buscaría que se excepcionara la aplicación de la Carta en su territorio.
Ha habido considerable discusión sobre el verdadero alcance de las excepciones contenidas en el Protocolo 30, pero en el asunto N. S. y otros, el Tribunal de Justicia de la Unión Europea afirmó que «[el Protocolo 30] no tiene por objeto eximir a la República de Polonia y al Reino Unido de la obligación de respetar las disposiciones de la Carta, ni impedir que un órgano jurisdiccional de uno de estos Estados miembros vele por que se respeten tales disposiciones».